# Nickel(II) hypophosphit
Niken(II) hypophotphit là một hợp chất vô cơ, là muối của niken và axit hypophotphorơ có công thức hóa học Ni(H2PO2)2, hòa tan trong nước, tạo thành tinh thể ngậm nước – tinh thể màu xanh lục.

## Điều chế
Hòa tan niken(II) oxit trong axit hypophotphorơ sẽ tạo ra muối:
{\displaystyle {\mathsf {NiO+2H_{3}PO_{2}\ \xrightarrow {} \ Ni(PH_{2}O_{2})_{2}+H_{2}O}}}

## Tính chất vật lý
Niken(II) hypophotphit tạo thành tinh thể màu vàng khi khan.
Nó hòa tan trong nước.
Nó tạo thành tinh thể Ni(H2PO2)2·6H2O – tinh thể màu xanh lục thuộc hệ tinh thể lập phương, nhóm không gian P 43m, các hằng số a = 1,03 nm, Z = 4.

## Tính chất hóa học
Nó bị phân hủy khi đun nóng:
{\displaystyle {\mathsf {Ni(PH_{2}O_{2})_{2}\ \xrightarrow {300^{o}C} \ NiHPO_{4}+PH_{3}}}}

## Ứng dụng
Niken(II) hypophotphit được sử dụng trong mạ niken.

## Hợp chất khác
Ni(H2PO2)2 còn tạo một số hợp chất với NH3, như Ni(H2PO2)2·6NH3 là chất rắn màu đỏ nhạt-tím, phân hủy ở 60 °C (140 °F; 333 K).